# Hermandad de los Estudiantes (Málaga)
La Hermandad de los Estudiantes cuyo nombre oficial y completo es Hermandad del Santo Cristo Coronado de Espinas y Nuestra Señora de Gracia y Esperanza es una corporación Católica de la Semana Santa de Málaga. Se caracteriza por su vinculación con la Universidad de Málaga e instituciones estudiantiles, y por la gran implicación y protagonismo de la juventud en ella. 
En 2025 contaba con 3.010 hermanos y participaron 1019 nazarenos.

## Historia
En 1943, un grupo de jóvenes alumnos y exalumnos del Colegio de San Agustín de Málaga iniciaron los trámites para fundar una nueva cofradía de pasión. 
El proceso para poner en marcha el proyecto estuvo plagado de dificultades, dado que la Diócesis de Málaga era reacia a la creación de nuevas asociaciones de culto en aquellos entonces.
Por ello, el entonces obispo de la Diócesis de Málaga, D. Balbino Santos Olivera, indicó a los jóvenes que tendrían que reorganizar una hermandad antigua, por lo que los fundadores se fijaron en la antigua Hermandad de Cristo Coronado de Espinas y Nuestra Señora de la Esperanza y San Joaquín, conocida como Hermandad del Pecado Mortal, que había sido fundada en el antiguo Hospital de Santa Ana en el siglo XVII, y había desaparecido en fecha indeterminada. 
Finalmente, en abril de 1945, la fundación de la cofradía fue aprobada por el obispo, estableciéndose canónicamente en la Iglesia de San Agustín. La nueva hermandad reorganizada llevaría el título de Santo Cristo Coronado de Espinas y Nuestra Señora de Gracia y Esperanza (añadiendo “Gracia”, que es una advocación íntimamente ligada a la Orden de San Agustín que vio nacer la hermandad). 
La cofradía emprendió los preparativos para poder salir en procesión al año siguiente. Fue admitida en la Agrupación de Cofradías y encargaron la imagen del Cristo Coronado de Espinas al imaginero malagueño Pedro Moreira, que sería bendecida en abril de 1946. Asimismo, emprendieron la construcción de un trono en estilo neogótico.
En 1946 procesiona la cofradía por vez primera por las calles de Málaga, presentando la novedad de que los portadores del Cristo (único trono que se procesiona ese año) eran todos jóvenes estudiantes de la Hermandad, y no portadores pagados ajenos a la institución (que era lo frecuente en esa época). Fue por tanto esta cofradía la primera en incorporar a la juventud y en contar con los propios hermanos para portar los tronos. Además, se implementó la estética de traje de chaqueta, algo que la cofradía ha mantenido siempre. Por este motivo, la cofradía comenzó a ser conocida cariñosamente como Cofradía de los Estudiantes. Implantó además la cofradía un acto público en la Plaza del Obispo a modo de agradecimiento por su constitución, que se mantiene hasta hoy.
En 1947 la cofradía abandona de la Iglesia de San Agustín. La cofradía se traslada entonces a la Parroquia del Carmen, en pleno barrio del Perchel. 
Ese mismo año, se procesiona por vez primera a Nuestra Señora de Gracia y Esperanza, para lo cual se pidió prestada la imagen de la Virgen de los Remedios, de la Parroquia de los Santos Mártires, cosa que también se hizo al año siguiente. 
El trono en el que procesionó era prestado y humilde. Aquellos primeros años fueron de gran dificultad para la cofradía, que buscó apoyos económicos e institucionales sin cesar para poder crecer frente a las adversidades.
Antes de la Semana Santa de 1949, varios hermanos de la cofradía acudieron al anticuario religioso Caderot, en Madrid, para adquirir una imagen mariana en propiedad, con la condición de que fuera de semblante dulce y sereno. Allí adquirieron la actual imagen de Nuestra Señora de Gracia y Esperanza, de autor anónimo, que fue bendecida y estrenada ese año.
En enero de 1949, la cofradía se trasladó nuevamente al centro histórico, a la Iglesia del Santo Cristo de la Salud, que ha sido su sede hasta la actualidad.  
En 1956, Cristóbal Velasco diseñó y ejecutó el actual trono del Santo Cristo. Ese mismo año, durante una visita de los príncipes de Mónaco a Málaga, la hermandad ofreció a Grace Kelly ser hermana mayor honoraria, puesto que su nombre coincidía con el de la Virgen de Gracia y Esperanza.
Ya en 1962, se estrena el manto de procesión de la Santísima Virgen, obra de las Madres Adoratrices. 
Entre 1969 y 1971, se ejecutará el actual trono de procesión de Nuestra Señora, diseño de Juan Casielles del Nido y obra de los sevillanos Talleres Villarreal. 
La cofradía creció mucho en la década de 1980, convirtiéndose en una de las más populares de la Semana Santa malagueña, ya que fue además de las primeras cofradías que como parte de su idiosincrasia siempre dio protagonismo absoluto a la juventud y a la integración de la mujer, lo cual, a la postre, sería fundamental para la renovación y éxito de la Semana Santa malagueña en años venideros.
En la década de 1990, se producen varios hitos: el 50.º aniversario fundacional (1995), que fue conmemorado con diversos actos, la participación del Santo Cristo y su trono en el 75.º aniversario de la Agrupación de Cofradías (en 1996, tanto en una procesión extraordinaria como en dos exposiciones, en la Catedral de Málaga y en Madrid) y el proyecto de construir su propia casa hermandad, proyecto que vio la luz en verano del 2000, cuando ésta se inauguró en calle Alcazabilla. 
Desde la década de 2000 la cofradía ha experimentado un crecimiento continuado en cuanto a número de hermanos y patrimonio, siendo una de las que más hermanos nazarenos pone en la calle año tras año, y la primera en Málaga en superar el millar de nazarenos.  
Entre 2011 y 2016, la cofradía volvió temporalmente a su sede fundacional, San Agustín, dadas las obras de conservación de la iglesia del Santo Cristo de la Salud.
En 2020 se celebró el 75.º aniversario fundacional de la cofradía. Se celebró un acto de presentación en enero y  el Santo Cristo Coronado de Espinas presidió el Vía Crucis oficial de la Agrupación de Cofradías de Málaga en febrero. También se celebró una misa estacional en la Catedral de Málaga en noviembre con los titulares de la cofradía. Por desgracia, la pandemia de coronavirus no permitió mayores celebraciones, ni la salida procesional de Semana Santa de ese año. 
En 2021, fue terminado el nuevo palio del trono de la Virgen. Ese año se cumplieron además 75 años de la bendición de la imagen del Santo Cristo Coronado de Espinas. 
A partir de 2022 se pudo retomar la procesión anual del Lunes Santo.
En 2024 la cofradía celebró los 75 años de la bendición de la imagen de la Virgen de Gracia y Esperanza, hecho conmemorado y celebrado con diversos actos culturales (conferencias, mesas redondas, encuentros de juventud, cultos extraordinarios) y una procesión extraordinaria de la santísima virgen. 

## Escudo heráldico
El escudo de la cofradía representa la Corona de Espinas de Jesucristo, trenzada y puesta en orla delimitando un campo redondo. Sobre este campo aparecen dos anclas en aspa, alusión a la Virgen de Gracia y Esperanza, sobre las que carga una cruz griega de caña, en alusión al cetro que se impuso a Cristo al ser flagelado, y sobre ella, un corazón llameante que indica el origen Agustiniano de la Hermandad, timbrando el escudo una corona ducal.

## Iconografía
La efigie del Santo Cristo Coronado de Espinas representa el momento en el que Jesús, después de haber sido azotado y condenado, es llevado al pretorio, y allí es coronado de espinas, vestido con una clámide y con una caña como cetro real para mofarse de Él. Dicho acontecimiento es narrado en los Evangelios canónicos, concretamente en Jn 19, 1-3, Mt 27, 24-31, y en Mc 15, 16-18. 
La imagen de Nuestra Señora de Gracia y Esperanza representa la afligida pero esperanzada Madre que siguió fielmente a su hijo hasta los pies de la Cruz, según consta en los cuatro evangelios en diversos pasajes.

## Imágenes
La imagen del Santo Cristo es una soberbia escultura sedente realizada en madera de pino balsain por el escultor malagueño Pedro Moreira en 1946. 
Muestra a Cristo coronado de espinas, sentado sobre media columna, con la cabeza baja e inclinada, resignado con las manos atadas y profunda mirada de ojos verdes. El Santo Cristo viste una clámide de terciopelo burdeos y porta caña sobre el torso.
Ha sido restaurado en varias ocasiones: la primera, por Pedro Pérez Hidalgo en 1978. En 1985, Pedro Moreira vuelve a intervenir a la imagen. Posteriormente, en 2001 y en 2017, fue sometido a labores de conservación por el Instituto Andaluz de Patrimonio.
Entre 2021 y 2022 la imagen vuelve a ser restaurada por Juan Manuel Miñarro. 
La imagen de Nuestra Señora es de autor anónimo, y fue adquirida en los Talleres Caderot de Madrid en 1949, aunque se desconoce la fecha de ejecución exacta. 
Presenta un rostro dulce y sereno, de resignación y esperanza ante el destino que sufrirá su hijo, sin lágrimas en su rostro.
Ha sido intervenida en numerosas ocasiones: Carlos del Valle la intervino en 1991, Ángel Rengel hizo lo propio en 1993, y Juan Manuel García Palomo la volvió a intervenir en ese año. Posteriormente, el IAPH intervino para conservarla en 2017. 
En 2021 es intervenida por Francisco Naranjo.

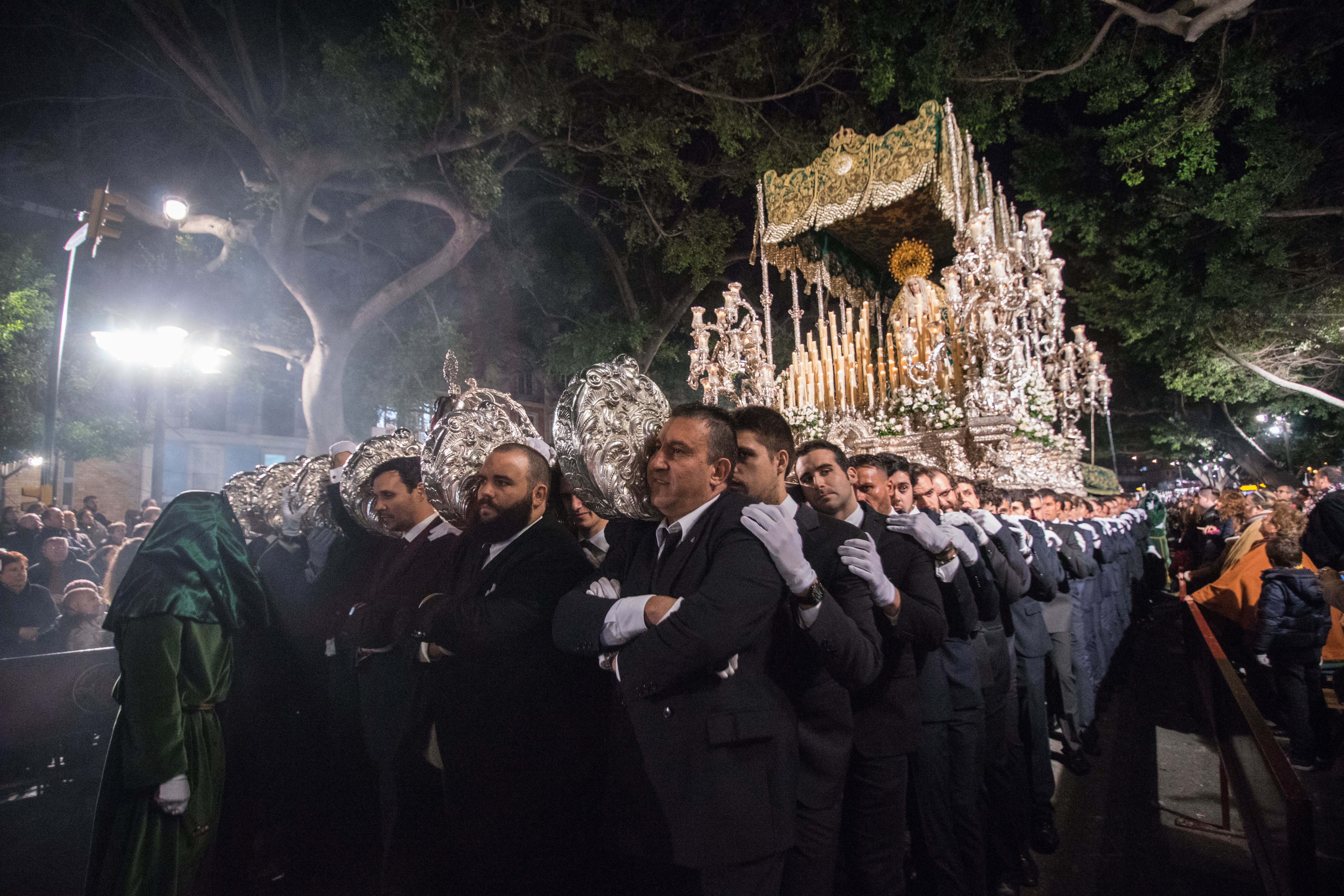
Nuestra Señora de Gracia y Esperanza en su trono procesional

## Tronos
El trono del Santo Cristo es de estilo neobarroco y de madera dorada, y se inspira libremente en el tradicional tipo malagueño de trono de carrete. Se trata de una obra monumental consistente en una peana con forma de barca, con los escudos de la Cofradía, la ciudad de Málaga y ángeles sobre una plataforma baja, flanqueado el conjunto por cuatro faroles en las esquinas. Fue labrado en 1956 por Cristóbal Velasco. 
Es portado por 190 hombres de trono.

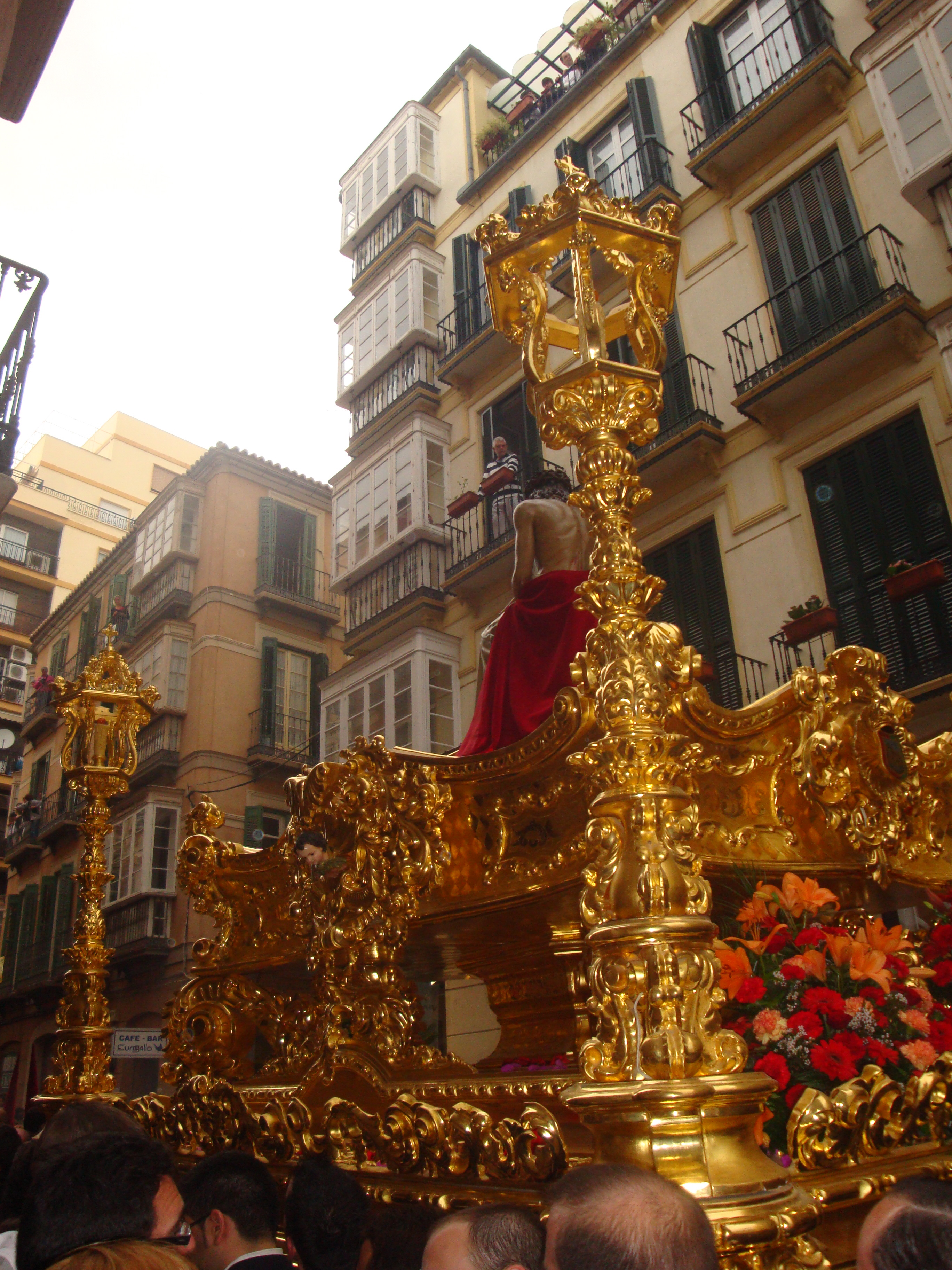
Detalle del trono del Santo Cristo

El trono de Nuestra Señora se construye entre 1969 y 1971, siendo neobarroco también. Fue diseñado por Juan Casielles del Nido y labrado en los talleres Villarreal de Sevilla. Es de metal plateado repujado y cincelado, presentando en las esquinas unos soberbios arbotantes diseño de Jesús Castellanos y ejecutados por José María Ruiz Montes, inspirados en las cuatro sibilas bíblicas que pintase Miguel Ángel Buonarrotti en la Capilla Sixtina. El cajillo del trono muestra alegorías de las Arma Christi y en capilla del frontal se muestra una pequeña Madonna inspirada en la Madonna de Miguel Ángel de la Catedral de Brujas. La parte inferior de las esquinas del trono están rematadas por dragones, figura típica en los diseños de Casielles del Nido. Es portado por 210 hombres de trono.

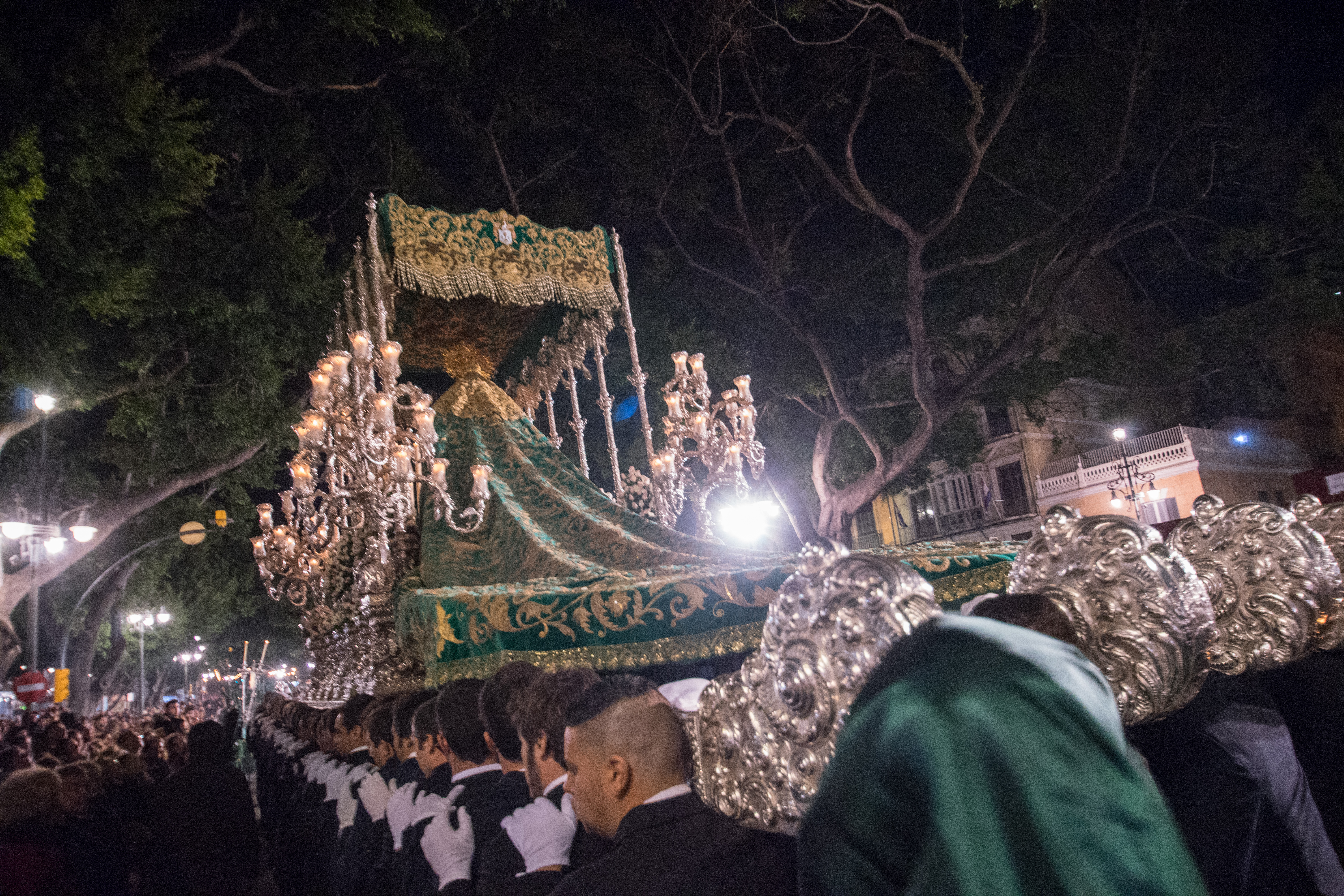
Vista trasera del trono de Nuestra Señora, con el manto bordado

## Sedes canónicas
Tres son las sedes históricas de la Cofradía desde su constitución en 1945: 
- La Iglesia de San Agustín (1945-1947)
- La Iglesia del Carmen (1947-1949)
- La Iglesia del Santo Cristo de la Salud (desde 1949)

Además, se podría señalar que la antigua hermandad en la que se inspiró la de los Estudiantes, tuvo su sede en la capilla del desaparecido Hospital de Santa Ana, entre la plaza de la Merced y la calle Victoria. 
También cabe destacar que la cofradía ha permanecido en otras sedes de forma provisional debido a labores de conservación en su sede canónica. Estas incluyen estancias en la Parroquia de los Santos Mártires, en la de San Juan y en San Agustín.

## Casa Hermandad
La casa hermandad cumple el papel de sede social y administrativa de la institución, además de ser el centro de la vida cofrade durante todo el año y lugar en el que se guarda y expone el patrimonio cofrade. También es el lugar de inicio y final de la estación de penitencia del Lunes Santo.
La casa hermandad de Estudiantes fue inaugurada en verano de 2000 frente a la Alcazaba y el Teatro Romano de Málaga, en el privilegiado enclave de Calle Alcazabilla. 
Consta de salón de tronos con entreplanta, donde se muestran los enseres de la Cofradía a modo de museo, salón de actos multiusos, planta administrativa, bar con terraza multiusos, y tienda de recuerdos.

## Patrimonio y enseres destacados
Algunos de los enseres más destacados de la cofradía son los estandartes de procesión de ambas secciones, en terciopelo burdeos y tisú verde, con pinturas de Félix Revello de Toro y diseño y bordados de Joaquín Salcedo, que datan de 1998 el de la Virgen y de 2002 el del Cristo. 
Se conservan además los antiguos estandartes de procesión, de terciopelo burdeos y verde, bordados en oro, de la década de 1950.
Además, destaca el guion de procesión, de terciopelo burdeos, diseñado y ejecutado por Joaquín Salcedo en 1995. 
También destaca el magnífico manto de procesión de Nuestra Señora, obra de las Madres Adoratrices, que lo ejecutaron entre 1960 y 1962. Fue donado por el 
Cuerpo Administrativo de Aduanas, vinculado a la Cofradía. Joaquín Salcedo lo restauró y amplió en 2012.
Por otra parte, la cofradía posee dos palios para el trono de Nuestra Señora. El antiguo palio data de entre 1950 y 1952, y fue donado por una familia de la cofradía. Es de terciopelo verde bordado en oro y malla calada. Fue ejecutado por las Madres Trinitarias.
El actual palio es una espectacular obra de Manuel Mendoza con diseño de Fernando Prini que sigue las características del anterior. Fue terminado en 2021. 
También se destacan los paños de bocinas, obra de Joaquín Salcedo, de entre 2005 y 2006.
Y la cofradía posee además destacadas obras pictóricas, entre ellas, las pinturas de Félix Revello de Toro de los estandartes, varios carteles pintados por Eugenio Chicano (que era hermano de la corporación) y otros de gran valor artístico de Pablo Alonso Herráiz, Francisco Naranjo, Pablo Merchante, Raúl Berzosa, entre otros. 

## Honores y distinciones
La Cofradía se encuentra vinculada formalmente a la Universidad de Málaga desde los orígenes de esta en 1972 (previamente estuvo vinculada a las facultades que la Universidad de Granada tenía en Málaga). 
También está vinculada al mundo estudiantil y juvenil en general además de a las instituciones universitarias. 
Además, históricamente, la cofradía estuvo vinculada también al Cuerpo de Administrativos de Aduanas y con las desaparecidas Milicias Universitarias.

## Marchas dedicadas
Banda de Música:
- Bajo tu manto de Gracia y Esperanza, José Antonio Molero Luque (2002)
- Nuestra Señora de Gracia y Esperanza, José Antonio Serón Angulo (2002)
- Juventud de Gracia y Esperanza, Juan Ramón Gálvez Martín (2003)
- Señora de la Alcazaba, Julián González Planes (2004)
- Cristo de los Estudiantes, Francisco Grau Vegara (2006)
- La Virgen de los Estudiantes, Francisco Grau Vegara (2007)
- Gracia y Esperanza, Francisco Grau Vegara (2013)
- En tu Gracia y Esperanza, José Ignacio Fortis Pérez (2014)
- Hombres de Trono, Francisco Grau Vegara (2015)
- Nostalgia de un Lunes Santo, Víctor Arturo Ferrer Castillo (2015)
- Gracia y Esperanza, Yuri Chugúyev (2019)
- Maryam, Francisco Javier Criado Jiménez (2018)
- Estudiantes, Manuel Marvizón Carvallo (2020)

Cornetas y Tambores:
- Rey de los Judíos, Salvador Quero Morales (2006)

## Recorrido Oficial
| Predecesor: El Cautivo | Orden de entrada en el Recorrido Oficial (Lunes Santo) 6º lugar | Sucesor: Rocío (Martes Santo) |